# 아이키도

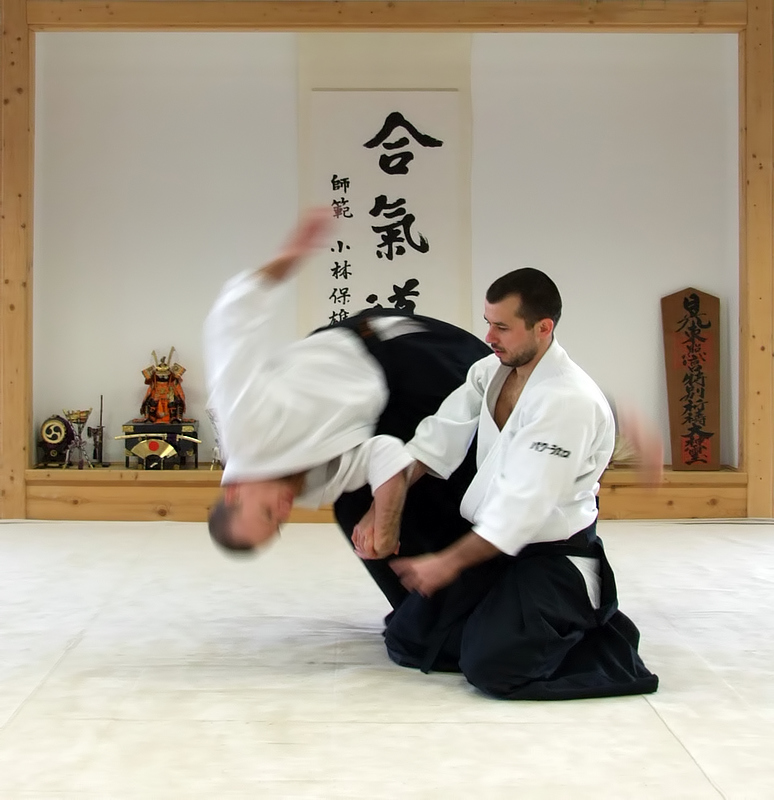
사방 던지기 (四方投げ)

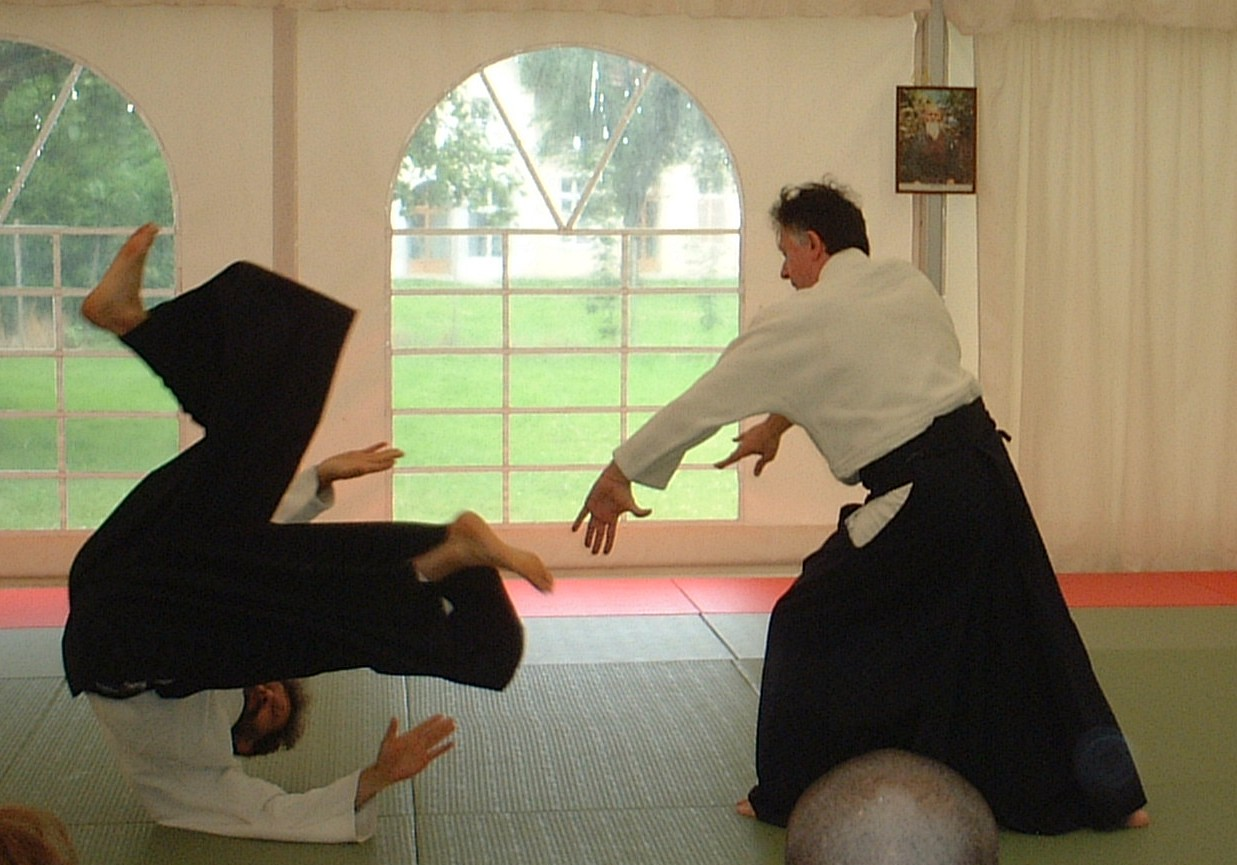
호흡 던지기 (呼吸投げ)

아이키도(일본어: 合気道)는 1948년 공식적으로 우헤시바 모리헤이에 의해 창시된 일본의 무술이다. 대동류합기유술에서 유래한 유술(柔術), 검술(劍術), 장술(杖術), 체술(體術) 등을 기초로   처음 시작되었다. 창시자 우에시바의 철학이 가미되어 자연과의 조화, 세계평화가 주된 이념이다.
국내에선 1980년 초반 국제연맹합기회를 통해 교류되었지만 얼마가지 못하였다. 한국의 무예종목인 합기도와는 한자어만 같을 뿐 다른 종목으로 수련 방식이 많이 다르다. 국제연맹합기회가 일본의 아이키카이와 관계를 끊은 후 1994년 초반 합기회(合氣會, 아이키카이) 고바야시 야스오 8단 선생에게 기술을 배운 윤대현(윤익암에서 개명) 대한합기도회 회장에 의해서 본격적으로 도입되었다. 
대한합기도회(Aikikai 공식도장)이외에도 한국의 아이키도는 한국아이키도연합(KAU, 아이키카이), 양신관아이키도(요신칸), 이와마신신아이키도, 대한민국합기회 등의 아이키도 단체들이 활동하고 있으며 지도자교육 및 단증발급 등을 독자적으로 실시하고 있다. 
윤대현 6단이 지도하는 대한합기도회 신촌 본부도장(오승도장)에서는 일본에서 가장 오래된 고류검술이자 무형문화재로 지정된 가토리신토류를 같이 가르치고 있다. 하지만 가토리신토류의 본가가 인정하는 정식지부가 아니라 파문된 사람에게서 배운 후, 그 사람에게서 배운것을 가르치고 있는 문제를 가지고 있다.
아이키도의 명칭의 경우, 보통 우에시바 모리헤이가 창시하였다고 알고있다. 하지만 아이키도 라는 이름을 사용한 것은 우에시바 모리헤이가 처음이 아니며 다른 계통의 아이키도들도 존재한다. 또한 아이키도 라는 명칭은 합기(合氣)계열 무술들의 이름을 통칭하는 보통명사로서의 일면도 있다.
모리헤이는 자신의 무술의 명칭을 대동류로 시작하여 우에시바류, 상생류, 합기무술, 대 일본 욱류유술, 황무도 등 수차례 바꿔 사용했지만, 결국 1936년 ( 쇼와 11년) 때부터 합기무술로 통일하여 사용하였다. 쇼와 17년 ( 1942년 ) 전시 정책에 따라 일본의 무술계도 정부의 외곽 단체인 대 일본 무덕회 통제에 들어가게된다. 모리헤이의 황무회도 예외는 아니었다. 자신의 무술에 강한 자부심을 가지고 있던 모리헤이에게 대 일본 무덕회가 주도한 무술의 통합은 실망스러운 것이었다. 통합에 있어 모리헤이는 무덕회에서 종합무술부문의 설립에 대한 협력요청을 받았지만 이에 대해 皇武館 도장의 총무로 섭외를 담당하던 히라이 미노루를 추천하고 동시에 스스로는 노령 및 질병을 이유로 단체의 고문 및 군대에서의 무술지도 등 일체의 공직을 사퇴하고서 도쿄의 皇武館 도장을 아들 우에시바 기쇼마루에게 맡기고 아내와 함께 이바라키 현 이와마에 은둔한다. 히라이 미노루는 모리헤이의 위임을 받아 대 일본 무덕회 간사에 취임했다. 이때 무덕 회에 설치된 아이키도부와 종합무술(체술· 검술 등을 종합적으로 취급하는 무술)로 제정 된  대 일본 무덕회 아이키도가 무술 명칭으로 처음 확인 된 아이키도이다.
아이키도라는 명칭을 처음 주창한 것은 강도관(유도)에서 무덕회 임원이 된 히사토미 타츠오 가 주창 한 것을 히라이 미노루가 증언하고있다.  이때 히사토미 타츠오는 종합 무술 부문은 검 과 장 등의 요소도 포괄적으로 포함되기 때문에 종래부터 각 무술 유파와의 갈등을 일으키게 않도록 특정 유파를 연상하지 않으며 용감을 앞세운 것이 아니라 개성이 부드러운 인상의 이름이 좋다 며 아이키도를 제창했다고 한다.
우에시바 기쇼마루 · 모리테루 ·아이키카이의 저작물은 1942년 대 일본 무덕회에 통합 시, 우에시바 모리헤이는 공식적으로 아이키도의 호칭으로 통일하겠다고 선언했다고 하고 있다. 그러나 한편 모리헤이와 문인이었던 奥村繁信은 아이키도라고 칭 한 것은 전쟁 후라고 말하고있다. 우에시바 기쇼마루 · 모리테루의 저작권에서도 대 일본 무덕회 아이키도부에 통합에는 상당한 저항감이 있었던 것으로 기록되어 있으며 아이키도 명칭이 실제로 皇武관 측의 주장과 증언에 차이가 있다.
우에시바 모리헤이가 공식적으로 아이키도의 명칭을 사용하기 시작했던 시기로 확실한 것은 1948년 2월 9일 재단법인 合気会가 일본 교육부에 의해 승인된 시기이다. 合気会인가 직전에는 武産合気(타케무수아이키)라고 칭하고 있었다고 증언이있다. 아이키도를 자칭한 경위에 대해, 모리헤이는 생전 라디오 인터뷰에서 교육부의 나카무라 코타로 라는 인물의 권유 때문이라고 말하고있다.

## 같이 보기
- 국제 아이키도 연맹
- 합기도